# Eucalyptus cordata
Espèce
Classification phylogénétique
Répartition géographique
L'Eucalyptus cordata est une espèce de plantes à fleurs du genre Eucalyptus et de la famille des Myrtaceae. C'est un arbre australien de taille moyenne à l'écorce lisse, blanche, verte, violette, grise ou jaune-verdâtre. Les feuilles jeunes sont sessiles, opposées, enserrant la tige, dentelées, rondes ou en forme de cœur, de 10 cm sur 8 cm, vert-gris, glauques; les tiges sont carrées en coupe. Les feuilles adultes sont pétiolées, lancéolées, de 13 cm sur 3,5 cm, concolores, gris-vert ou glauques. Les bourgeons sont disposés par trois à l'aisselle des feuilles, sont sessiles ou très peu pétiolés, glauques, de 1 cm sur 0,6 cm; la base est cylindrique; l'opercule à bec est aplati.
Les fleurs sont blanches et apparaissent au milieu de l'hiver et au début du printemps.
Eucalyptus cordata est endémique en Tasmanie dans une zone de distribution restreinte dans le sud-est à une altitude intermédiaire, comme au pied du mont Wellington, à Port Arthur et à Moogara. L'arbre est un arbre d'ornement avec ses larges feuilles glauques pour les jeunes, qui persistent souvent dans la couronne.